# Bagnoles-de-l'Orne-Normandie
Bagnoles-de-l'Orne-Normandie es una comuna nueva francesa situada en el departamento de Orne, de la región de Normandía.

## Historia
Fue creada el 1 de enero de 2016, en aplicación de una resolución del prefecto de Orne del 18 de noviembre de 2015 con la unión de las comunas de Bagnoles-de-l'Orne y Saint-Michel-des-Andaines, pasando a estar el ayuntamiento en la antigua comuna de Bagnoles-de-l'Orne.

## Demografía
| Gráfica de evolución demográfica de Bagnoles-de-l'Orne-Normandie entre 1851 y 2013 |
|                                                                                    |

Los datos entre 1851 y 2013 son el resultado de sumar los parciales de las dos comunas que forman la nueva comuna de Bagnoles-de-l'Orne-Normandie, cuyos datos se han cogido de 1800 a 1999 (o a 2006 según corresponda), para las comunas de Bagnoles-de-l'Orne y Saint-Michel-des-Andaines de la página francesa EHESS/Cassini. Los demás datos se han cogido de la página del INSEE.

## Composición
| Comuna delegada           | Código INSEE | Población (2013) | Superficie (km²) | Densidad (hab./km²) |
| ------------------------- | ------------ | ---------------- | ---------------- | ------------------- |
| Bagnoles-de-l'Orne        | 61483        | 2359             | 9.26             | 255                 |
| Saint-Michel-des-Andaines | 61431        | 351              | 6.44             | 55                  |